# Élections sénatoriales de 1986 à Saint-Pierre-et-Miquelon
Les élections sénatoriales à Saint-Pierre-et-Miquelon ont eu lieu le dimanche 28 septembre 1986. 

## Contexte départemental
Lors des élections sénatoriales du 25 septembre 1977 à Saint-Pierre-et-Miquelon, un sénateur app. PS a été élu, Albert Pen, remplacé par Marc Plantegenest en 1681 à la suite de son élection en tant que député.
Depuis, tous les effectifs du collège électoral des grands électeurs ont été renouvelés, avec les élections municipales de 1983, les élections cantonales de 1982 et 1985, les élections législatives de 1986 et les élections régionales de 1986.

## Sénateur sortant
| Sénateur | Sénateur          | Parti | Autres mandats |
| -------- | ----------------- | ----- | -------------- |
|          | Marc Plantegenest | PS    | ancien député  |

## Résultats
| Candidat       | Candidat       | Parti          | Premier tour | Premier tour |
| Candidat       | Candidat       | Parti          | Voix         | %            |
| -------------- | -------------- | -------------- | ------------ | ------------ |
|                | Albert Pen     | PS             | 25           | 100,00       |
|                |                |                |              |              |
| Inscrits       | Inscrits       | Inscrits       | 31           | 100,00       |
| Abstentions    | Abstentions    | Abstentions    | 0            | 0,00         |
| Votants        | Votants        | Votants        | 31           | 100,00       |
| Blancs et nuls | Blancs et nuls | Blancs et nuls | 6            | 19,35        |
| Exprimés       | Exprimés       | Exprimés       | 25           | 80,65        |

## Sénateur élu
| Sénateur | Sénateur   | Parti |
| -------- | ---------- | ----- |
|          | Albert Pen | PS    |